# Булзештій-де-Жос
Булзештій-де-Жос (рум. Bulzeștii de Jos) — село у повіті Хунедоара в Румунії. Входить до складу комуни Булзештій-де-Сус.
Село розташоване на відстані 331 км на північний захід від Бухареста, 45 км на північ від Деви, 86 км на південний захід від Клуж-Напоки, 129 км на північний схід від Тімішоари.

## Населення
За даними перепису населення 2002 року у селі проживали 87 осіб, усі — румуни. Усі жителі села рідною мовою назвали румунську.